# Austrohelice
Austrohelice is een geslacht van kreeftachtigen uit de klasse van de Malacostraca (hogere kreeftachtigen).

## Soorten
- Austrohelice crassa (Dana, 1851)